# Mapulu
Mapulu (kompletter Name Mapulu Ro Malae) ist eine historische Befestigungsanlage im osttimoresischen Suco Tutuala (Gemeinde Lautém). Im Portugiesischen werden solche Anlagen als Tranqueira (deutsch Deckung, Verschanzung) bezeichnet.
Die Festungsanlage befindet sich auf einer bewaldeten Hügelkuppe im oberen Tal des Flusses Vero, südlich der Dörfer Tchailoro (Chailoro) und Vero. Die Anlage wird von einer massiven Trockenmauer umschlossen und liegt mit ihrem Nordosten an einer Kalksteinklippe.  Mehrere niedrige Ringmauern erstrecken sich als äußere Verteidigungsringe an den unteren Hängen, wobei große stehende Steine als Verteidigungsposten dienen. Den Zugang in die Festung bildet ein abfallender Pfad, der von einer vier Meter hohen Steinmauer umgeben ist. Durch Schießscharten konnte man Eindringlinge ins Visier nehmen, wahrscheinlich mit portugiesischen Musketen mit Luntenschloss oder lokalen Kopien, die ab dem 16. Jahrhundert hier in Gebrauch kamen. Mittels eines Abzugsmechanismus wurde eine Schießpulverladung entzündet, die das Projektil beschleunigte. Diese Vorderlader waren zwar unhandlich, aber trotzdem tödlich. Zusammen mit Schießpulver waren sie auf den östlichen Inseln des Malaiischen Archipels ein begehrtes Handelsgut. Hinter dem Tor der Festung befindet sich ein ummauerter Vorhof (Fataluku: laca). Dem folgt das Innere der Wehranlage, das in zwei Wohnbereiche unterteilt ist, die eine Reihe alter Steingräber (calu luturu) und abgetrennte offene Ritualräume (sepu) enthalten.
Der vollständige Name der Festung verweist auf eine Reihe von Gruppen, die in ihr lebten und noch heute an diesem Ort die Ahnen mit Opferzeremonien verehren. Dies geschieht mindestens einmal jährlich am katholischen Feiertag Allerseelen (2. November), der hier vaci i huma'ara genannt wird. Familien richten die Gräber der Vorfahren her und reinigen rituelle Räume. Den Ahnen werden Kerzen, Betelnüsse und Speisen dargebracht. Im Inneren von Mapulu befindet sich ein ritueller Altarstein (tei), der den geistigen Wächter des Landes darstellt, an den Opfergaben und Anrufungen gerichtet werden, wenn die lebenden Mitglieder der Gruppe um Hilfe bitten.
Der Renu-Clan (Ratu) gilt nach Gewohnheitsrecht als Besitzer des Landes (mua ocawa), auf dem die Anlage steht, und ist für den Schutz des gesamten Geländes verantwortlich. Der Ratu Kukulori, zu dem auch der Freiheitsheld Nino Konis Santana gehörte, gilt als weiterer Eigentümer. Santana suchte auch hier Schutz in den Zeiten des Kampfes gegen die Indonesier.
In der portugiesischen Kolonialzeit sollen die Portugiesen unter Führung von Gregorio (Kiri Kiri) Maulaka von Loré aus versucht haben, die Festung mit einem großen Aufgebot von Soldaten anzugreifen. Nach der Überlieferung der Einheimischen bereiteten die Verteidiger große Felsbrocken oberhalb des Zugangweges und zerschnitten die Halteseile in dem Moment, als der Feind anrückte. Viele Feinde sollen dadurch erschlagen worden sein.